# Metropolie Helsinky
Metropolie Helsinky je jedna z metropolií Finské pravoslavné církve.

## Historie a současnost
V souvislosti se zimní válkou v letech 1939–1940 a evakuací karelského obyvatelstva do vnitrozemí byly farnosti dříve od roku 1923 pod jurisdikcí vyborgské eparchie Ruské pravoslavné církve převedeny pod samostatný vikariát a později pod samostatnou eparchii.
Ve dnech 27. až 29. listopadu 2017 došlo na Místní radě Finské pravoslavné církve k rozhodnutí přesunu sídla primase církve z Kuopia do Helsinek.

## Farnosti
V současnosti má tři farnosti.